# سریع و مرده (فیلم ۱۹۹۵)
سریع و مرده (به انگلیسی: The Quick and the Dead) یک فیلم ضد وسترن آمریکایی به کارگردانی سام ریمی، نویسندگی سایمون مور با بازی شارون استون، جین هکمن، راسل کرو و لئوناردو دی‌کاپریو که در سال ۱۹۹۵ اکران شد.

## خلاصه داستان
در شهرکی که در آن مرد پولدار و صاحب نفوذی به نام «هرود» (هاکمن) همه‌کاره است، هر سال یک مسابقهٔ عجیب هفت تیر کشی برگزار می‌شود. دختری به نام «الن» (استون) معروف به «بانو» نیز در این مسابقه شرکت می‌کند. اما در اصل «الن» برای گرفتن انتقام مرگ پدرش - که مارشال ایالتی بوده - از «هرود»، در این مسابقه شرکت کرده‌است.

## بازیگران
- شارون استون
- جین هکمن
- راسل کرو
- لئوناردو دی‌کاپریو
- پت هینگل
- کوین کانوی
- کیث دیوید
- لانس هنریکسن
- مارک بون جونیور
- توبین بل
- راینور شاینه
- اولیویا بارنت
- رابرتس بلوسوم
- گری سینایس
- اسون-اوله تورسن
- اسکات اشپیگل
- وودی استراد

## تولید
فیلمنامه سایمون مور توسط سونی پیکچرز انترتینمنت در می ۱۹۹۳ خریداری شد و شارون استون بازیگر هم به عنوان ستاره و هم تهیه‌کننده قرارداد امضا کرد. توسعه پس از استخدام کارگردان سام ریمی به سرعت دنبال شد و فیلمبرداری اصلی در استودیو اولد توسان در آریزونا در ۲۱ نوامبر ۱۹۹۳ آغاز شد. فیلم توسط ترایستار پیکچرز توزیع شد و در ۱۰ فوریه ۱۹۹۵ در ایالات متحده در یک بد اکران داشت. عملکرد دفتر، دریافت نظرات متفاوت از منتقدان. با این حال، در سال‌های بعد، فیلم به‌ویژه برای اجرا، کارگردانی، فیلم‌برداری و موسیقی، تحسین منتقدان را برانگیخت، و برخی از منتقدان آن را در کاتالوگ ریمی کم‌ارزش می‌دانند. این فیلم هیچ شباهتی به فیلمی به همین نام در سال ۱۹۸۷ که بر اساس رمانی وسترن از لوئیس لمور ساخته شده بود، ندارد.

## گیشه
این فیلم ۲۸ میلیون دلار در خارج از ایالات متحده و کانادا، برای فروش جهانی ۴۷ میلیون دلار به دست آورد. کارگردان سام ریمی بعدها خود و سبک بصری اش را مقصر شکست فیلم دانست.